# Humlevecklare
Humlevecklare (Cydia discretana) är en fjärilsart som först beskrevs av Maximilian Ferdinand Wocke 1861.  Humlevecklare ingår i släktet Cydia, och familjen vecklare. Enligt den svenska rödlistan är arten otillräckligt studerad i Sverige. Arten förekommer i Götaland. Artens livsmiljö är jordbrukslandskap, stadsmiljö.